# Convenció per a la Salvaguarda del Patrimoni Cultural Immaterial
La Convenció per la salvaguarda del patrimoni cultural immaterial és una convenció que va tenir lloc el 2003 a París. Es tracta d'un acord on es van establir els següents principis amb relació a la gestió del Patrimoni Immaterial de la Humanitat.